# 10161 Nakanoshima
10161 Nakanoshima este un asteroid din centura principală de asteroizi.

## Descriere
10161 Nakanoshima este un asteroid din centura principală de asteroizi. A fost descoperit pe 31 decembrie 1994 la Ōizumi de Takao Kobayashi. Asteroidul prezintă o orbită caracterizată de o semiaxă mare de 2,39 ua, o excentricitate de 0,04 și o înclinație de 4,0° în raport cu ecliptica.